# Jackson Avenue
Jackson Avenue – stacja metra nowojorskiego, na linii 2 i 5. Znajduje się w dzielnicy Bronx, w Nowym Jorku i zlokalizowana jest pomiędzy stacjami Prospect Avenue i Third Avenue – 149th Street. Została otwarta 26 listopada 1904.